# Real Cool World
"Real Cool World" é uma canção da trilha sonora do filme Cool World, composta e gravada por David Bowie. Lançada em 10 de agosto de 1992, a faixa representa o primeiro material solo de Bowie desde o fim do grupo Tin Machine.
A canção marcou o reencontro de Bowie com Nile Rodgers, produtor de Let's Dance, com quem o cantor começou a trabalhar no verão de 1992. A maior parte das faixas que resultaram da parceria foi lançada no álbum de Bowie Black Tie White Noise, de 1993.  ("Real Cool World" foi incluída como faixa bônus em algumas reedições de Black Tie White Noise).

## Créditos
- Produtor:
  - Nile Rodgers
- Músico:
  - David Bowie – vocais, saxofone
  - Nile Rodgers – guitarra
  - Richard Hilton – teclado
  - Barry Campbell – baixo
  - Sterling Campbell – bateria